# Блісс-Корнер (Массачусетс)
Блісс-Корнер (англ. Bliss Corner) — переписна місцевість (CDP) в США, в окрузі Бристоль штату Массачусетс. Населення — 5480 осіб (2020).

## Географія
Блісс-Корнер розташований за координатами 41°36′18″ пн. ш. 70°56′33″ зх. д. / 41.60500° пн. ш. 70.94250° зх. д. (41.605131, -70.942369).  За даними Бюро перепису населення США в 2010 році переписна місцевість мала площу 5,17 км², з яких 5,17 км² — суходіл та 0,00 км² — водойми.

## Демографія
Згідно з переписом 2010 року, у переписній місцевості мешкало 5280 осіб у 2219 домогосподарствах у складі 1403 родин. Густота населення становила 1020 осіб/км².  Було 2408 помешкань (465/км²).
Расовий склад населення:
| - 94,3 % — білих - 1,3 % — азіатів - 0,8 % — чорних або афроамериканців - 0,2 % — корінних американців - 1,6 % — осіб інших рас |

До двох чи більше рас належало 1,7 %. Частка іспаномовних становила 1,3 % від усіх жителів.
За віковим діапазоном населення розподілялося таким чином: 18,3 % — особи молодші 18 років, 56,1 % — особи у віці 18—64 років, 25,6 % — особи у віці 65 років та старші. Медіана віку мешканця становила 47,1 року. На 100 осіб жіночої статі у переписній місцевості припадало 86,0 чоловіків;  на 100 жінок у віці від 18 років та старших — 81,1 чоловіків також старших 18 років.
Середній дохід на одне домашнє господарство  становив 68 864 долари США (медіана — 46 558), а середній дохід на одну сім'ю — 90 482 долари (медіана — 66 786). За межею бідності перебувало 8,3 % осіб, у тому числі 4,0 % дітей у віці до 18 років та 19,4 % осіб у віці 65 років та старших.
Цивільне працевлаштоване населення становило 2648 осіб. Основні галузі зайнятості: освіта, охорона здоров'я та соціальна допомога — 23,1 %, виробництво — 15,9 %, роздрібна торгівля — 12,0 %, транспорт — 9,2 %.